# Gore Obsessed
Gore Obsessed (рус. Одержимые кровью) — восьмой студийный альбом американской дэт-метал-группы Cannibal Corpse. Выпущен в 2002 году лейблом Metal Blade Records.

## Список композиций
Тексты песен написаны А. Вебстером и П. Мазуркевичем.
| №                   | Название                   | Длительность |
| ------------------- | -------------------------- | ------------ |
| 1.                  | «Savage Butchery»          | 1:50         |
| 2.                  | «Hatchet to the Head»      | 3:34         |
| 3.                  | «Pit of Zombies»           | 3:58         |
| 4.                  | «Dormant Bodies Bursting»  | 2:00         |
| 5.                  | «Compelled to Lacerate»    | 3:29         |
| 6.                  | «Drowning in Viscera»      | 3:36         |
| 7.                  | «Hung and Bled»            | 4:13         |
| 8.                  | «Sanded Faceless»          | 3:51         |
| 9.                  | «Mutation of the Cadaver»  | 3:09         |
| 10.                 | «When Death Replaces Life» | 4:59         |
| 11.                 | «Grotesque»                | 3:42         |
| Общая длительность: | Общая длительность:        | 38:15        |

| №   | Название                       | Длительность |
| --- | ------------------------------ | ------------ |
| 12. | «No Remorse» (Metallica cover) | 6:16         |